# Rambla del Trigo
La rambla del Trigo, también llamada rambla de Haza del Trigo, es una rambla del sur de la península ibérica perteneciente a la cuenca mediterránea andaluza, que discurre en su totalidad por el territorio del sur de la provincia de Granada (España). 

## Curso
Se trata de un curso de agua internmitente de carácter torrencial de unos 8 km de longitud. Nace en la vertiente sur de la Sierra de la Contraviesa, en una cota unos 1260 m s. n. m. Realiza un recorrido en dirección norte-sur a través del término municipal de Polopos hasta su desembocadura en el mar de Alborán, en la punta de Baños, donde forma un amplio delta.
Su principal afluente es la rambla del Acebuchal.